# Кахидзе, Тунтул Юсуповна
Тунтул Юсуповна Кахидзе, в девичестве — Такидзе (5 июля 1930 года, село Самеба, Кобулетский район, Аджарская АССР, Грузинская ССР — 30 мая 2002 года, Кобулетский муниципалитет, Аджария, Грузия) — колхозница колхоза имени Микояна Кобулетского района, Аджарская АССР, Грузинская ССР. Герой Социалистического Труда (1949).
Предположительно младшая сестра Героя Социалистического Труда Хурие Юсуповны Такидзе.

## Биография
Родилась в 1930 году в крестьянской семье в селе Самеба Кобулетского района (сегодня — Кобулетский муниципалитет). После окончания местной сельской школы в послевоенные годы трудилась рядовой колхозницей в звене Хурие Такидзе на чайной плантации в колхозе имени Микояна Кобулетского района.
В 1948 году собрала 6397 килограмм сортового зелёного чайного листа на участке площадью 0,5 гектара. Указом Президиума Верховного Совета СССР от 29 августа 1949 года удостоена звания Героя Социалистического Труда за «получение высоких урожаев сортового зелёного чайного листа и цитрусовых плодов в 1948 году» с вручением ордена Ленина и золотой медали «Серп и Молот» (№ 4520).
Этим же указом званием Героя Социалистического Труда были награждены чаеводы колхоза имени Микояна колхозницы Хатидже Хасановна Гегидзе, Фериде Хусеиновна Катамадзе, Хурие Юсуповна Такидзе, Эмина Мевлудовна Месхидзе и Рехима Скендеровна Хахуташвили. 
Проживала в Кобулетском районе. Скончалась в мае 2002 года.